# Anson Chan

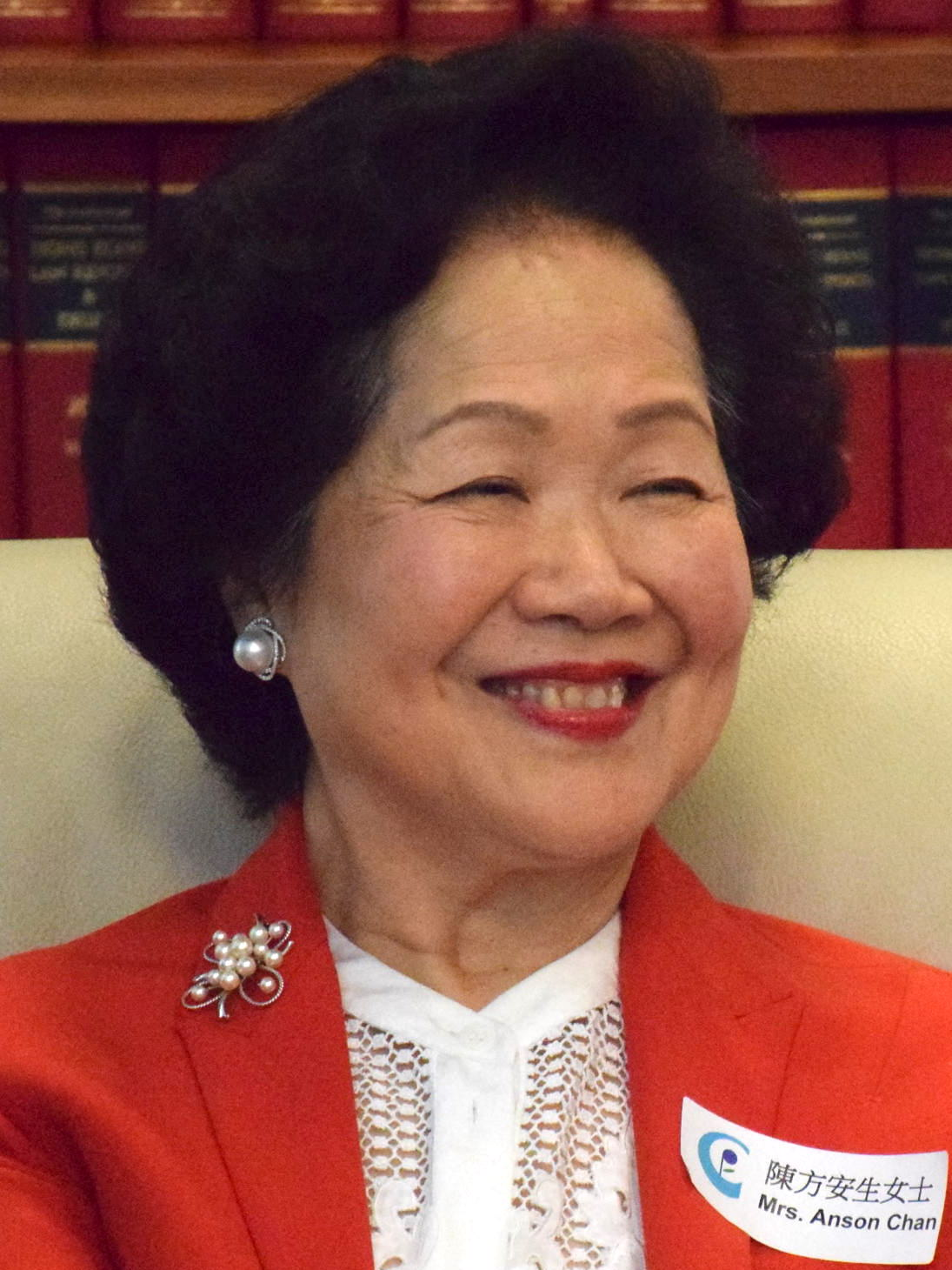
Anson Chan

Anson Maria Elizabeth Chan Fang On-sang (chinesisch 陳方安生; * 1940 in Shanghai) ist eine ehemalige Spitzenbeamtin der Sonderverwaltungsregion Hongkong und prodemokratische Aktivistin. Von 1993 bis Anfang 2001 war sie als Chief Secretary for Administration die zweithöchste Regierungsbeamtin Hongkongs. Sie wurde in internationalen Medien als „Eiserne Dame“ sowie als „Gewissen Hongkongs“ bezeichnet. Für ihr Engagement erhielt sie 2018 den O’Connor Justice Prize.

## Leben
Chan wurde 1940 in Shanghai geboren und zog 1948 mit ihrer Familie nach Hongkong. Sie studierte an der University of Hong Kong Englische Sprache und Literatur und schloss mit einem Bachelor of Arts (Honours) ab. Nach verschiedenen Stationen im öffentlichen Dienst war sie von 1987 bis 1993 Secretary for Economic Services und verantwortete u. a. den Ausbau der Hafeninfrastruktur, den Bau des neuen internationalen Flughafens mit Verkehrs-, Brücken-, Wohnungs- und Gewerbekomponenten sowie die Liberalisierung des Telekommunikationsmarktes. Im November 1993 wurde sie als erste Frau und erste ethnische Chinesin zur Chief Secretary ernannt, ein Amt, das sie auch nach der Übergabe Hongkongs an China am 1. Juli 1997 behielt. Als Chief Secretary leitete sie den rund 190.000 Personen starken öffentlichen Dienst, beriet den Chief Executive in Grundsatzfragen und vertrat ihn bei Abwesenheit. Anfang 2001 trat sie nach nahezu 40 Dienstjahren in den Ruhestand.
Für ihre Verdienste wurde Chan 1992 zur Commander of the Most Excellent Order of the British Empire (CBE) ernannt. 1999 erhielt sie die Grand Bauhinia Medal, die höchste Auszeichnung der HKSAR. 2002 wurde sie zur Justice of the Peace ernannt und im selben Jahr von Königin Elisabeth II. als Honorary Dame Grand Cross of the Order of St Michael and St George (GCMG) geehrt.

## Wirken
Chan trat nach ihrer Beamtenlaufbahn zunehmend als Fürsprecherin für Rechtsstaatlichkeit, bürgerliche Freiheiten und demokratische Reformen in Hongkong hervor. Sie warb international – etwa in London und Washington – für Unterstützung der in der Gemeinsamen Erklärung zugesagten Autonomie Hongkongs. Im Juni 2014 kritisierte sie, das Vereinigte Königreich habe es versäumt, gegenüber China klar für demokratische Rechte in Hongkong einzutreten, nachdem Peking in einem Weißbuch die Grenzen der Autonomie betont hatte.
Am 1. Juli 2014 nahm Chan an den prodemokratischen Massenprotesten in Hongkong teil und forderte „echte Demokratie“ ohne politische Vorauswahl der Kandidierenden. In diesem Zusammenhang verwies sie auf die zentrale Bedeutung des Prinzips „Ein Land, zwei Systeme“ für die zugesagte Autonomie der Stadt.
Chan suchte zugleich nach konsensorientierten Wegen zu allgemeinem Wahlrecht und plädierte für eine Verbreiterung der Repräsentativität des Nominierungsausschusses, um den Vorgaben des Basic Law zu entsprechen. 2018 warnte sie in ihrer Dankesrede zum O’Connor Justice Prize vor wachsender politischer Einflussnahme Pekings und betonte, dass der Schutz von Rechtsstaatlichkeit Grundlage für die in Hongkong garantierten Grundrechte sei. Sie initiierte zudem die Plattform Hong Kong 2020 sowie die Project Citizens Foundation, die sich für demokratische Bildung und die Verteidigung der Kernwerte Hongkongs einsetzen.
Während der Auseinandersetzungen um das Auslieferungsgesetz 2019 kritisierte Chan die Regierung von Carrie Lam deutlich, wandte sich gegen die Einstufung von Protesten als „Aufruhr“ und argumentierte, die Wahl des Regierungschefs durch die Bevölkerung mache Hongkong nicht zum „Feind“ Pekings.
Chan wird häufig als moderat-pragmatische Stimme beschrieben, die prodemokratische Anliegen unterstützt, zugleich aber auf Verhandlungen und international abgestützte Kompromisse setzt.